# (474085) 2016 JE36
(474085) 2016 JE36 es un asteroide perteneciente al cinturón de asteroides, descubierto el 23 de septiembre de 2008 por el equipo del Mount Lemmon Survey desde el Observatorio del Monte Lemmon, Arizona, Estados Unidos.

## Designación y nombre
Designado provisionalmente como 2016 JE36.

## Características orbitales
2016 JE36 está situado a una distancia media del Sol de 2,761 ua, pudiendo alejarse hasta 3,245 ua y acercarse hasta 2,277 ua. Su excentricidad es 0,175 y la inclinación orbital 8,118 grados. Emplea 1676 días en completar una órbita alrededor del Sol.

## Características físicas
La magnitud absoluta de 2016 JE36 es 17,092.